# Pierre Loti
Pierre Loti, pseudònim de Julien Viaud (14 de gener de 1850, Rochefort - 10 de juny de 1923, Hendaia) fou un escriptor francès. Era oficial de l'armada francesa i autor de novel·les d'estil impressionista. L'any 1883 va ser elegit membre de l'Acadèmia Goncourt i l'any 1891 com a membre de l'Acadèmia Francesa.

## Obres
- Aziyadé (1879)
- Le Mariage de Loti (1880)
- Le Roman d'un Spahi (1881
- Fleurs d'Ennui (1882)
- Mon Frère Yves (1883)
- Les Trois Dames de la Kasbah (1884)
- Pêcheur d'Islande (1886)
- Madame Chrysanthème (1887)
- Propos d'Exil (1887)
- Japoneries d'Automne (1889)
- Au Maroc (1890)
- Le Roman d'un Enfant (1890)
- Le Livre de la Pitié et de la Mort (1891)
- Fantôme d'Orient (1892)
- L'Exilée (1893)
- Matelot (1893)
- Le Désert (1895)
- Jérusalem (1895)
- La Galilée (1895)
- Ramuntcho (1897)
- Figures et Choses qui passaient (1898)
- Judith Renaudin (1898)
- Reflets de la Sombre Route (1899)
- Les Derniers Jours de Pékin (1902)
- L'Inde sans les Anglais (1903)
- Vers Ispahan (1904)
- La Troisième Jeunesse de Madame Prune (1905)
- Les Désenchantées (1906)
- La Mort de Philae (1909)
- Le Château de la Belle au Bois dormant (1910)
- Un Pèlerin d'Angkor (1912)
- La Turquie Agonisante (1913)
- La Hyène Enragée (1916)
- Quelques Aspects du Vertige Mondial (1917)
- L'Horreur Allemande (1918)
- Prime Jeunesse (1919)
- La Mort de Notre Chère France en Orient (1920)
- Suprêmes Visions d'Orient (1921), escrita en col·laboració amb el seu fill Samuel Viaud.
- Un Jeune Officier Pauvre (1923, obra pòstuma)
- Lettres à Juliette Adam (1924, obra pòstuma)
- Journal Intime (1878-1881). Publicat l'any 1925 pel seu fill Samuel.
- Journal Intime (1882-1885). Publicat l'any 1929 pel seu fill Samuel.
- Correspondence Inédite (1865-1904)

## Traduccions al català
- Pescador d'Islàndia. Traducció de Lídia Anoll. Martorell: Adesiara Editorial, 2024.

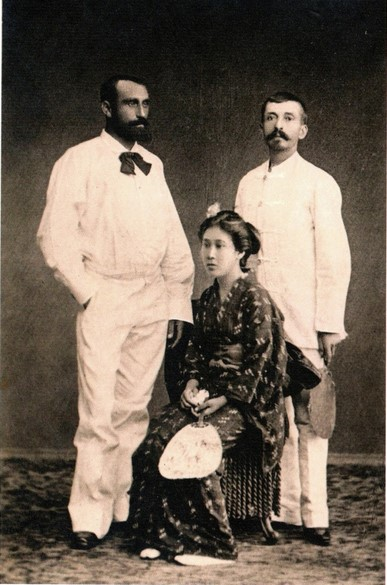
Quadre Monsieur X

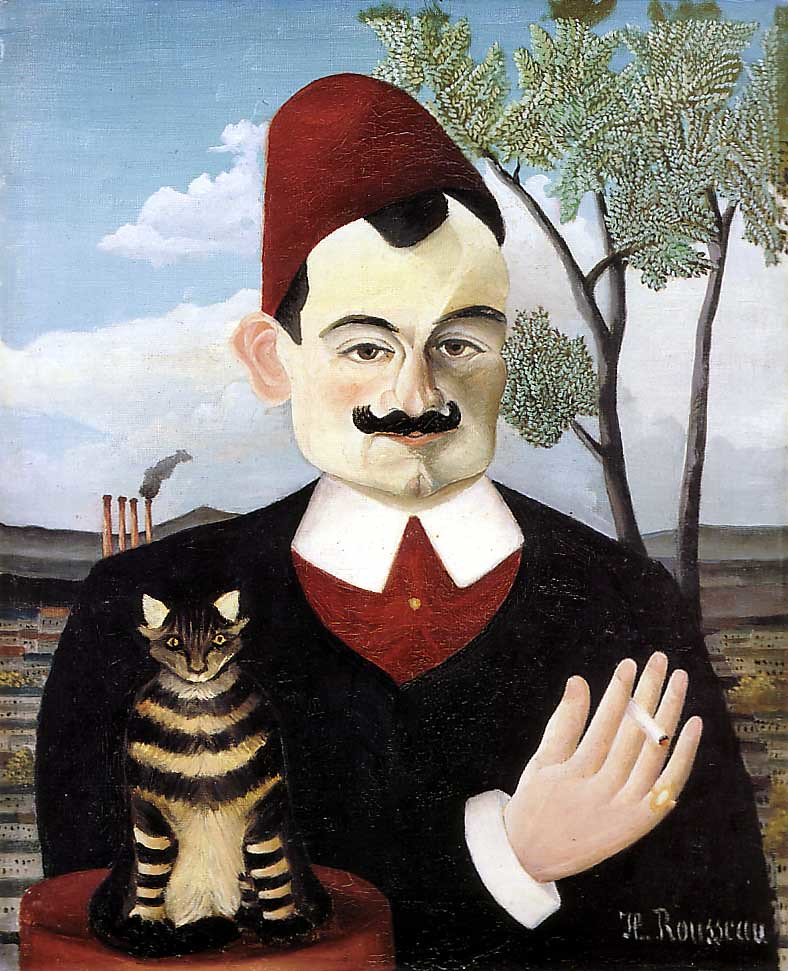
Pierre Loti (1885)